# Atletica leggera ai Giochi della XXXI Olimpiade - 400 metri ostacoli femminili

Video della Finale

I 400 metri ostacoli hanno fatto parte del programma femminile di atletica leggera ai Giochi della XXXI Olimpiade. La competizione si è svolta nei giorni 15, 16 e 18 agosto allo Stadio Nilton Santos di Rio de Janeiro.

## Presenze ed assenze delle campionesse in carica
Per i campionati europei si considera l'edizione del 2014.
| Competizione             | Atleta            | Prestazione | Rio 2016       |
| ------------------------ | ----------------- | ----------- | -------------- |
| Olimpiadi 2012           | Natalja Antjuch   | 52"70       | Ritirata       |
| Commonwealth 2014        | Kaliese Spencer   | 54”10       | Non qual.      |
| Europei 2014             | Eilidh Child      | 54”48       | Presente       |
| Asiatici 2014            | Kemi Adekoya      | 55”77       | Solo 400 piani |
| Panamericani 2015        | Shamier Little    | 55”50       | Assente        |
| Africani 2015            | A. Ogoegbunam     | 55”86       | Presente       |
| Mondiali 2015            | Zuzana Hejnová    | 53”50       | Presente       |
|                          |                   |             |                |
| Olimpiadi giovanili 2010 | Aurelie Chaboudez | 58”41       | Assente        |
| Mondiali junior 2012     | Janieve Russell   | 56”62       | Assente        |

1. ↑  Di origine nigeriana.
2. ↑  Stabilisce il nuovo record dei Giochi con 55"09 in batteria.

## La gara
Ai Trials di Eugene Dalilah Muhammad ha corso in 52"88. Nessun'altra atleta è stata così veloce prima dei Giochi. Ha fatto effetto la qualificazione di un'atleta appena diciassettenne: la allieva Sydney McLaughlin è nata infatti il 7 agosto 1999 e si qualifica ai Giochi come terza. Arriverà fino alle semifinali.
 
In semifinale Dalilah Muhammad è l'unica atleta che scende sotto i 54". L'americana mostra uno stato di forma ottimale. 
 
In finale ci si attende una reazione di Zuzana Hejnová, la campionessa del mondo in carica, che però offre una prova al di sotto delle proprie possibilità. La Muhammad domina la gara vincendo con 42 centesimi di vantaggio sulla danese Sara Slott Petersen, che stabilisce il nuovo record nazionale (53"55; il precedente, 53"99 apparteneva alla stessa atleta). La Hejnová, terza sul rettilineo finale, viene rimontata da Ashley Spencer che la supera dopo l'ultimo ostacolo conquistando il bronzo. 
Dietro di lei giungono tre giamaicane, nell'ordine: Tracey, Nugent e Russell (la più accreditata con 53"96 di personale stabilito al Golden Gala), che si classificano quinta, sesta e settima.
Dalilah Muhammad è la prima statunitense a vincere l'oro olimpico nella specialità.

## Risultati

### Batterie
Qualificazione: i primi 3 di ogni batteria (Q) e i 6 successivi migliori tempi (q).

#### Batteria 1
| Posizione | Corsia | Atleta                | Nazionalità | Tempo | Note |
| --------- | ------ | --------------------- | ----------- | ----- | ---- |
| 1         | 7      | Ristananna Tracey     | Giamaica    | 54"88 | Q    |
| 2         | 4      | Zuzana Hejnová        | Rep. Ceca   | 55"54 | Q    |
| 3         | 1      | Ayomide Folorunso     | Italia      | 55"78 | Q    |
| 4         | 6      | Stina Troest          | Danimarca   | 56"06 | q    |
| 5         | 2      | Sydney McLaughlin     | Stati Uniti | 56"32 | q    |
| 6         | 3      | Petra Fontanive       | Svizzera    | 56"80 |      |
| 7         | 8      | Zurian Hechavarría    | Cuba        | 57"28 |      |
| 8         | 5      | Maureen Jelagat Maiyo | Kenya       | 57"97 |      |

#### Batteria 2
| Posizione | Corsia | Atleta               | Nazionalità       | Tempo   | Note |
| --------- | ------ | -------------------- | ----------------- | ------- | ---- |
| 1         | 7      | Joanna Linkiewicz    | Polonia           | 56"07   | Q    |
| 2         | 3      | Janieve Russell      | Giamaica          | 56"13   | Q    |
| 3         | 6      | Grace Claxton        | Porto Rico        | 56"40   | Q    |
| 4         | 8      | Tia-Adana Belle      | Barbados          | 56"68   |      |
| 5         | 2      | Sparkle McKnight     | Trinidad e Tobago | 56"80   |      |
| 6         | 4      | Jackie Baumann       | Germania          | 59"04   |      |
| 7         | 5      | Drita Islami         | Macedonia         | 1'01"18 |      |
| 8         | 1      | Chanice Chase-Taylor | Canada            | 1'02"83 |      |

#### Batteria 3
| Posizione | Corsia | Atleta            | Nazionalità | Tempo   | Note |
| --------- | ------ | ----------------- | ----------- | ------- | ---- |
| 1         | 5      | Ashley Spencer    | Stati Uniti | 55"12   | Q    |
| 2         | 7      | Leah Nugent       | Giamaica    | 55"66   | Q    |
| 2         | 6      | Viktoriya Tkachuk | Ucraina     | 56"14   | Q    |
| 3         | 8      | Denisa Rosolova   | Rep. Ceca   | 56"36   | q    |
| 4         | 1      | Lea Sprunger      | Svizzera    | 56"58   |      |
| 5         | 3      | Amalie Iuel       | Norvegia    | 56"75   |      |
| 6         | 4      | Hayat Lambarki    | Marocco     | 1'00"83 |      |
| 7         | 2      | Lilit Harutyunyan | Armenia     | 1'03"13 |      |

#### Batteria 4
| Posizione | Corsia | Atleta                | Nazionalità       | Tempo | Note |
| --------- | ------ | --------------------- | ----------------- | ----- | ---- |
| 1         | 5      | Sara Slott Petersen   | Danimarca         | 55"20 | Q    |
| 2         | 1      | Wenda Nel             | Sudafrica         | 55"55 | Q    |
| 3         | 4      | Emilia Ankiewicz      | Polonia           | 55"89 | Q    |
| 4         | 7      | Yadisleidy Pedroso    | Italia            | 55"91 | q    |
| 5         | 3      | Janeil Bellille       | Trinidad e Tobago | 56"25 | q    |
| 6         | 2      | Katsiaryna Belanovich | Bielorussia       | 56"55 |      |
| 7         | 8      | Axelle Dauwens        | Belgio            | 57"68 |      |
| 8         | 6      | Ghfran Almouhamad     | Siria             | 58"85 |      |

#### Batteria 5
| Posizione | Corsia | Atleta           | Nazionalità | Tempo   | Note |
| --------- | ------ | ---------------- | ----------- | ------- | ---- |
| 1         | 3      | Dalilah Muhammad | Stati Uniti | 55"33   | Q    |
| 2         | 7      | Noelle Montcalm  | Canada      | 56"07   | Q    |
| 3         | 6      | Hanna Titimets   | Ucraina     | 56"24   | Q    |
| 4         | 1      | Lauren Wells     | Australia   | 56"26   | q    |
| 5         | 2      | Phara Anacharsis | Francia     | 56"64   |      |
| 6         | 4      | Vera Barbosa     | Portogallo  | 57"28   |      |
| 7         | 5      | Nguyễn Thị Huyền | Vietnam     | 57"87   |      |
| 8         | 8      | Natalya Asanova  | Uzbekistan  | 1'02"37 |      |

#### Batteria 6
| Posizione | Corsia | Atleta              | Nazionalità   | Tempo | Note |
| --------- | ------ | ------------------- | ------------- | ----- | ---- |
| 1         | 6      | Eilidh Doyle        | Gran Bretagna | 55"46 | Q    |
| 2         | 1      | Sage Watson         | Canada        | 55"93 | Q    |
| 3         | 3      | Olena Kolesnychenko | Ucraina       | 56"61 | Q    |
| 4         | 2      | Amaka Ogoegbunam    | Nigeria       | 56"96 |      |
| 5         | 5      | Satomi Kubokura     | Giappone      | 57"34 |      |
| 6         | 8      | Marzia Caravelli    | Italia        | 57"77 |      |
| 7         | 7      | Sharolyn Scott      | Costa Rica    | 58"27 |      |
| 8         | 4      | Aleksandra Romanova | Kazakistan    | 59"36 |      |

### Semifinali
Qualificazione: i primi 2 di ogni batteria (Q) e i 2 successivi migliori tempi (q).

#### Semifinale 1
| Posizione | Corsia | Atleta              | Nazionalità | Tempo | Note                                     |
| --------- | ------ | ------------------- | ----------- | ----- | ---------------------------------------- |
| 1         | 4      | Zuzana Hejnová      | Rep. Ceca   | 54"55 | Q                                        |
| 2         | 5      | Ristananna Tracey   | Giamaica    | 54"80 | Q                                        |
| 3         | 6      | Joanna Linkiewicz   | Polonia     | 55"35 |                                          |
| 4         | 1      | Stina Troest        | Danimarca   | 56"00 | Miglior prestazione personale stagionale |
| 5         | 2      | Sydney McLaughlin   | Stati Uniti | 56"22 |                                          |
| 6         | 3      | Noelle Montcalm     | Canada      | 56"28 |                                          |
| 7         | 7      | Ayomide Folorunso   | Italia      | 56"37 |                                          |
| 8         | 8      | Olena Kolesnychenko | Ucraina     | 56"77 |                                          |

#### Semifinale 2
| Posizione | Corsia | Atleta             | Nazionalità   | Tempo | Note                                     |
| --------- | ------ | ------------------ | ------------- | ----- | ---------------------------------------- |
| 1         | 5      | Ashley Spencer     | Stati Uniti   | 54"87 | Q                                        |
| 2         | 4      | Janieve Russell    | Giamaica      | 54"92 | Q                                        |
| 3         | 3      | Eilidh Doyle       | Gran Bretagna | 54"99 | q                                        |
| 4         | 7      | Hanna Titimets     | Ucraina       | 55"27 |                                          |
| 5         | 1      | Yadisleidy Pedroso | Italia        | 55"78 | Miglior prestazione personale stagionale |
| 6         | 6      | Wenda Nel          | Sudafrica     | 55"83 |                                          |
| 7         | 8      | Emilia Ankiewicz   | Polonia       | 56"99 |                                          |
| 8         | 2      | Denisa Rosolová    | Rep. Ceca     | 57"39 |                                          |

#### Semifinale 3
| Posizione | Corsia | Atleta              | Nazionalità       | Tempo | Note                                     |
| --------- | ------ | ------------------- | ----------------- | ----- | ---------------------------------------- |
| 1         | 3      | Dalilah Muhammad    | Stati Uniti       | 53"89 | Q                                        |
| 2         | 5      | Sara Slott Petersen | Danimarca         | 54"55 | Q                                        |
| 3         | 6      | Leah Nugent         | Giamaica          | 54"98 | q                                        |
| 4         | 4      | Sage Watson         | Canada            | 55"44 |                                          |
| 5         | 7      | Grace Claxton       | Porto Rico        | 55"5  | Miglior prestazione personale            |
| 6         | 2      | Janeil Bellille     | Trinidad e Tobago | 56"06 | Miglior prestazione personale stagionale |
| 7         | 1      | Lauren Wells        | Australia         | 56"83 |                                          |
| 8         | 8      | Viktoriya Tkachuk   | Ucraina           | 56"87 |                                          |

### Finale
| Record mondiale      | Julija Pečënkina | 52"34 | Tula    | 8 agosto 2003  |
| Record olimpico      | Melanie Walker   | 52"64 | Pechino | 20 agosto 2008 |
| Capolista stagionale | Dalilah Muhammad | 52"88 | Eugene  | 10 luglio 2016 |

Giovedì 18 agosto, ore 22:15.
| Pos.    | Corsia | Atleta              | Età | Nazione       | Tempo | Note                          |
| ------- | ------ | ------------------- | --- | ------------- | ----- | ----------------------------- |
| Oro     | 3      | Dalilah Muhammad    | 26  | Stati Uniti   | 53"13 |                               |
| Argento | 4      | Sara Slott Petersen | 29  | Danimarca     | 53"55 | Record nazionale              |
| Bronzo  | 5      | Ashley Spencer      | 23  | Stati Uniti   | 53"72 | Miglior prestazione personale |
| 4       | 6      | Zuzana Hejnová      | 30  | Rep. Ceca     | 53"92 |                               |
| 5       | 7      | Ristananna Tracey   | 24  | Giamaica      | 54"15 | Miglior prestazione personale |
| 6       | 8      | Leah Nugent         | 24  | Giamaica      | 54"45 | Miglior prestazione personale |
| 7       | 1      | Janieve Russell     | 23  | Giamaica      | 54"56 |                               |
| 8       | 9      | Eilidh Doyle        | 29  | Gran Bretagna | 54"61 |                               |